# Megachile tabayensis
Megachile tabayensis är en biart som beskrevs av Carlos Schrottky 1920. Megachile tabayensis ingår i släktet tapetserarbin, och familjen buksamlarbin. Inga underarter finns listade i Catalogue of Life.